# Sebastian Brunner

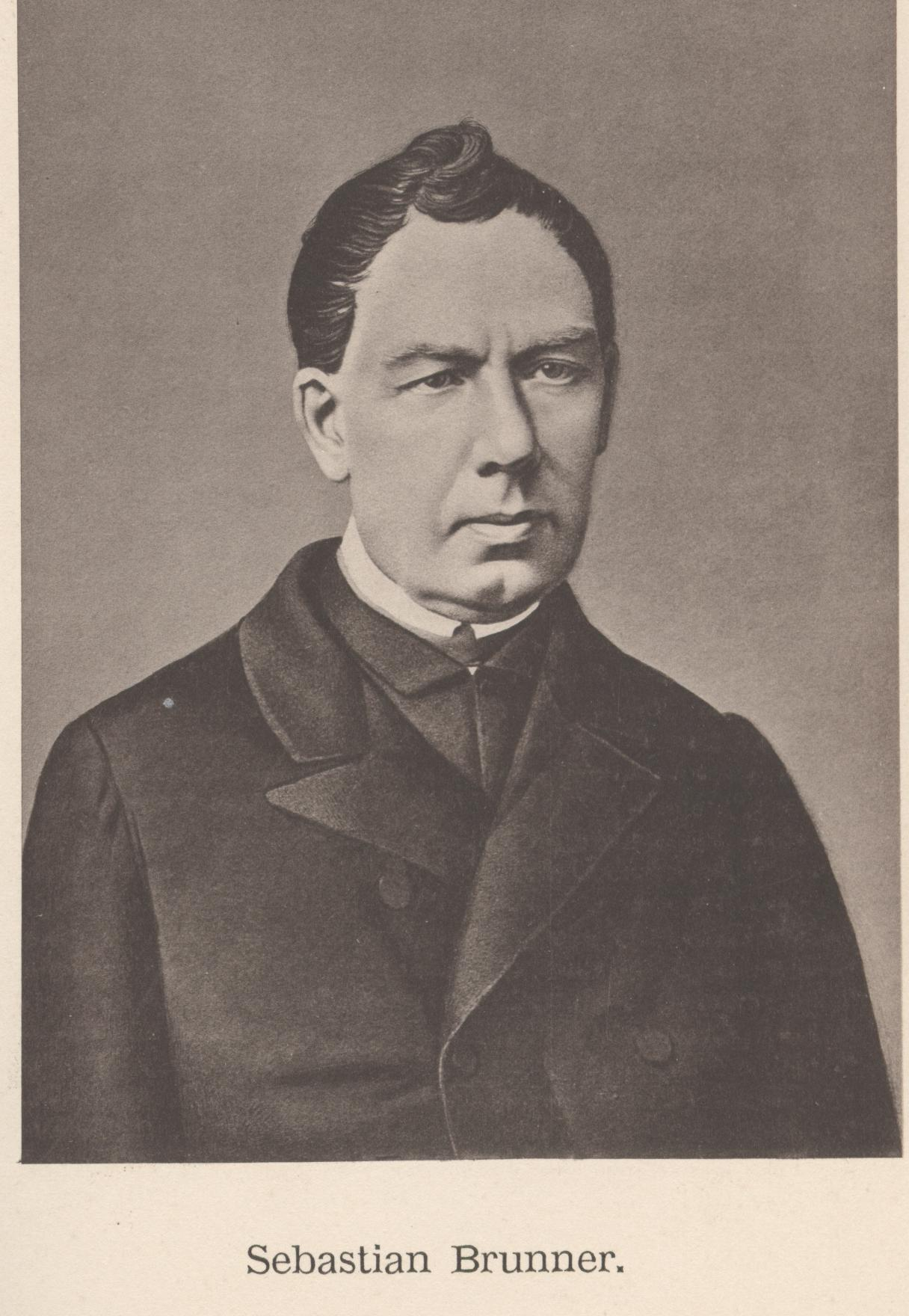
Sebastian Brunner, bearbeitetes Photo, aus „Das Katholische Deutschland repräsentiert durch seine Wortführer“, Würzburg 1878

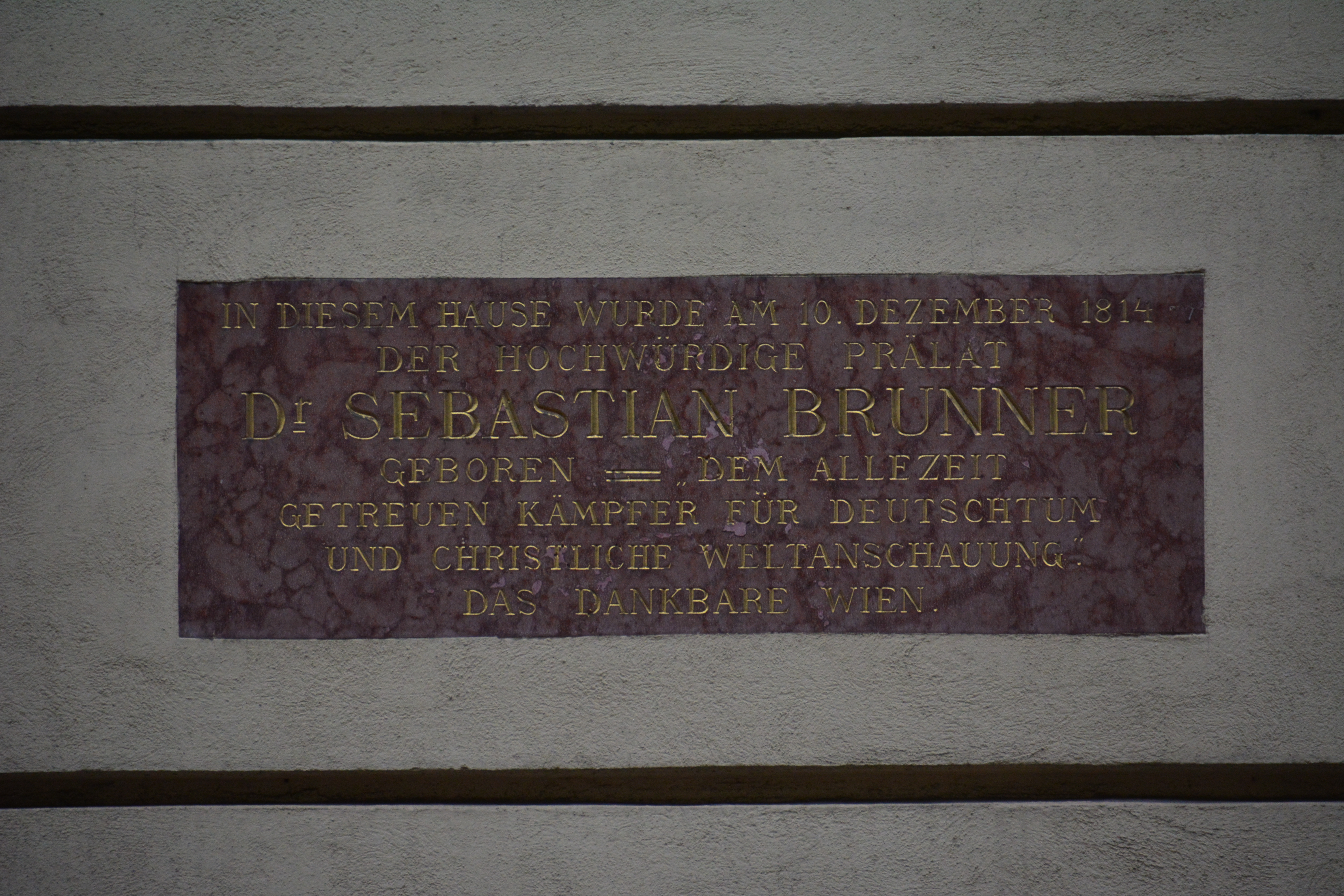
Gedenktafel für Sebastian Brunner

Sebastian Brunner (* 10. Dezember 1814 in Wien; † 26. November 1893 ebenda) war ein antisemitischer katholischer Geistlicher und Schriftsteller.

## Leben
Sebastian Brunner war der Sohn eines wohlhabenden Fabrikanten, besuchte 1826 bis 1832 das Schottengymnasium, studierte ab 1832 Philosophie am Lyzeum in Krems und ab 1834 Theologie an der Universität Wien. Er wurde am 25. Juli 1838 zum Priester geweiht, war dann Kaplan in Neudorf bei Staatz und ab 1839 in Perchtoldsdorf. 1842 wurde er Pfarrprovisor von Wienerherberg und 1843 Kaplan von Altlerchenfeld (Wien VII.). Hier konnte er in Kontakt mit berühmten Gelehrten treten, schloss sich dem Prediger Johann Emanuel Veith an und lernte auf seinen Reisen u. a. in München Johann Joseph Görres kennen.
1843 bis 1848 stellte Brunner für Metternich Gesandtschaftsberichte über die religiöse und politische Bewegung zusammen und beurteilte diese. 1846 wurde er von Metternich nach Deutschland und Frankreich gesandt und machte über seine Beobachtungen ein Referat, worin er das Losbrechen der Revolution in längstens zwei Jahren voraussagte.
1845 wurde er zum Doktor der Theologie promoviert und gründete 1848 die „Wiener Kirchenzeitung für Glauben, Wissen, Freiheit und Gesetz in der katholischen Kirche“, die er bis 1865 herausgab, und bekleidete 1853 bis 1856 die Stelle eines Feiertagspredigers an der Universitätskirche in Wien. 1856 gab er seine Ämter auf und wirkte nur mehr als Schriftsteller, wurde Apostolischer Protonotar und Päpstlicher Hausprälat und 1875 fürsterzbischöflicher Konsistorialrat sowie Domherr von Albano und Conte romano.
Sebastian Brunner war Mitglied des Ritterordens vom Heiligen Grab zu Jerusalem und war Großmeister-Procurator von 1880 bis zu seinem Tode 1893. Er war Großkreuzträger des päpstlichen Ordens vom Heiligen Grab. Er war Ehrenmitglied der katholischen Studentenverbindung KÖStV Austria Wien.

## Wirken und Antisemitismus

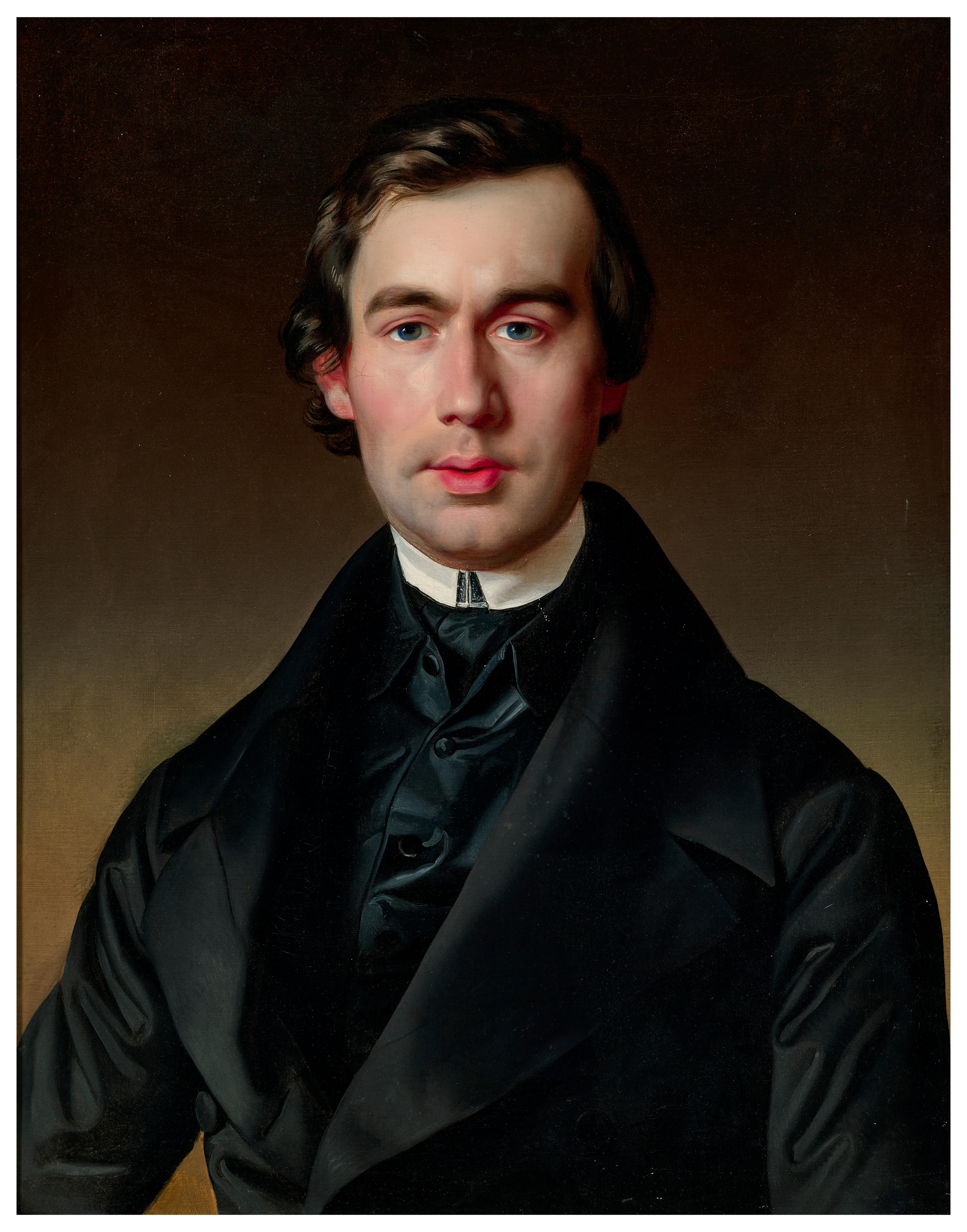
Franz Dobiaschofsky: Bildnis Sebastian Brunner

Als Schriftsteller erinnert Brunner durch seinen derben Humor und Witz an Abraham a Santa Clara; nicht nur in seinem volkstümlich theologisierenden Stil, sondern auch durch einen scharfen kirchlich-katholischen Antijudaismus. In der zweiten Hälfte des 19. Jahrhunderts wurde dieser in Wien schon vom alldeutschen säkularen Antisemitismus begleitet. Doch ließ sich Brunner auf seinen Reisen in Frankreich gerne als „Vater des deutschen Antisemitismus“ vorstellen. Brunner hat Aufklärung, Liberalismus und demokratische Tendenzen von seinem katholisch-konservativen Standpunkt aus heftig bekämpft, in der Literatur namentlich Vertreter des Jungen Deutschland wie Heinrich Heine, Ludwig Börne, Karl Gutzkow. Die Historikerin Erika Weinzierl bezeichnete Brunner als „Schlüsselfigur im katholischen Antisemitismus“. Er klagte die Juden vermeintlicher Ritualmorde an, verweigerte Juden die Mitbürgerschaft und stellte 1859 fest: „Ein Christ kann jeder werden [...] [,] aber Germanen werden geboren“.
1888 wurde die Sebastian-Brunner-Gasse in der damals noch selbstständigen Wiener Vorortgemeinde Lainz (heute Teil des 13. Bezirks, Hietzing) nach ihm benannt. 2010 verlangte die Grüne Fraktion in der Bezirksvertretung die Anbringung einer Zusatztafel mit einem Hinweis auf Brunners Antisemitismus.
Sein Grab befindet sich auf dem Friedhof in Maria Enzersdorf (Bezirk Mödling) südlich von Wien.

## Werke (Auswahl)
Von seinen zahlreichen, fast alle Erscheinungen des (damals) modernen Lebens vom ultramontanen Standpunkt aus bekämpfenden Schriften, sind zu nennen:
- Die Welt ein Epos. Ein didaktisches Gedicht. Eine fanatisch-geistlose Verketzerung der Philosophie. Wien 1844; 4. Aufl., Regensburg 1857
- Der Nebeljungen Lied (Regensburg 1845, 3. Aufl. 1852; gegen liberale Tendenzen in Politik, Literatur und Theologie gerichtete Dichtung)
- Der deutsche Hiob. (Regensburg 1846; satirische Dichtung gegen Heinrich Heine)
- Johannes Ronge, der Luther des 19. Jahrhunderts. (Regensburg 1848, Teilabdruck des obigen Werkes)
- Blöde Ritter. Poetische Galerie deutscher Staatspfiffe. Regensburg 1848

### Romane
- Des Genies Malheur und Glück. Leipzig 1843, 2 Bde.
- Fremde und Heimat. Wien 1845
- Die Prinzenschule zu Möpselglück. Regensburg 1847
- Diogenes von Azzelbrunn. Wien 1853

### Schriften
- Das deutsche Reichsvieh. 2. Aufl., Wien 1849
- Keilschriften. Regensburg 1856
- Woher? Wohin? Eine Art Selbstbiographie. Regensburg 1855, 2 Bde.
- Zwei Buschmänner. (Börne und Heine). Aktenmäßig geschildert. Paderborn, 1891 Digitalisat

### Reisebeschreibungen
- Kennst du das Land? Heitere Fahrten durch Italien. Wien 1857
- Aus dem Venediger- und Longobardenland. Wien 1860
- Unter Lebendigen und Toten. Wien 1862

### Historische Werke
- Klemens Maria Hofbauer und seine Zeit. Wien 1858
- Die theologische Dienerschaft am Hof Josephs II. Wien 1868
- Die Mysterien der Aufklärung in Österreich 1770-1800. Mainz 1869
- Der Humor in der Diplomatie und Regierungskunde des 18. Jahrhunderts. Mainz 1872, 2 Bde.
- Joseph II. Charakteristik seines Lebens, seiner Regierung und seiner Kirchenreform. Herder, Freiburg, 1874
- Ein Benediktinerbuch. Geschichte etc. der Benediktinerstifter. Würzburg 1880
- Ein Cisterzienserbuch. Würzburg 1881
- Ein Chorherrenbuch. Würzburg 1883
- Hau- und Bausteine zu einer Litteraturgeschichte der Deutschen. Wien 1884 ff.

### Kunstgeschichten
- Die Kunstgenossen der Klosterzelle. Wien 1863
- Heitere Studien und Kritiken in und über Italien. Wien 1866, 2 Bde.

### Verschiedenes
- Correspondances intimes de l'empereur Joseph II avec son ami le comte de Cobenzl et son premier ministre le prince de Kaunitz Hrsg. von Brunner. Mainz 1871
- Gesammelte Erzählungen und poetischen Schriften. 18 Bde. Regensburg 1863–77